# Juventus Football Club 1971-1972
Questa voce raccoglie le informazioni riguardanti la Juventus Football Club nelle competizioni ufficiali della stagione 1971-1972.

## Stagione

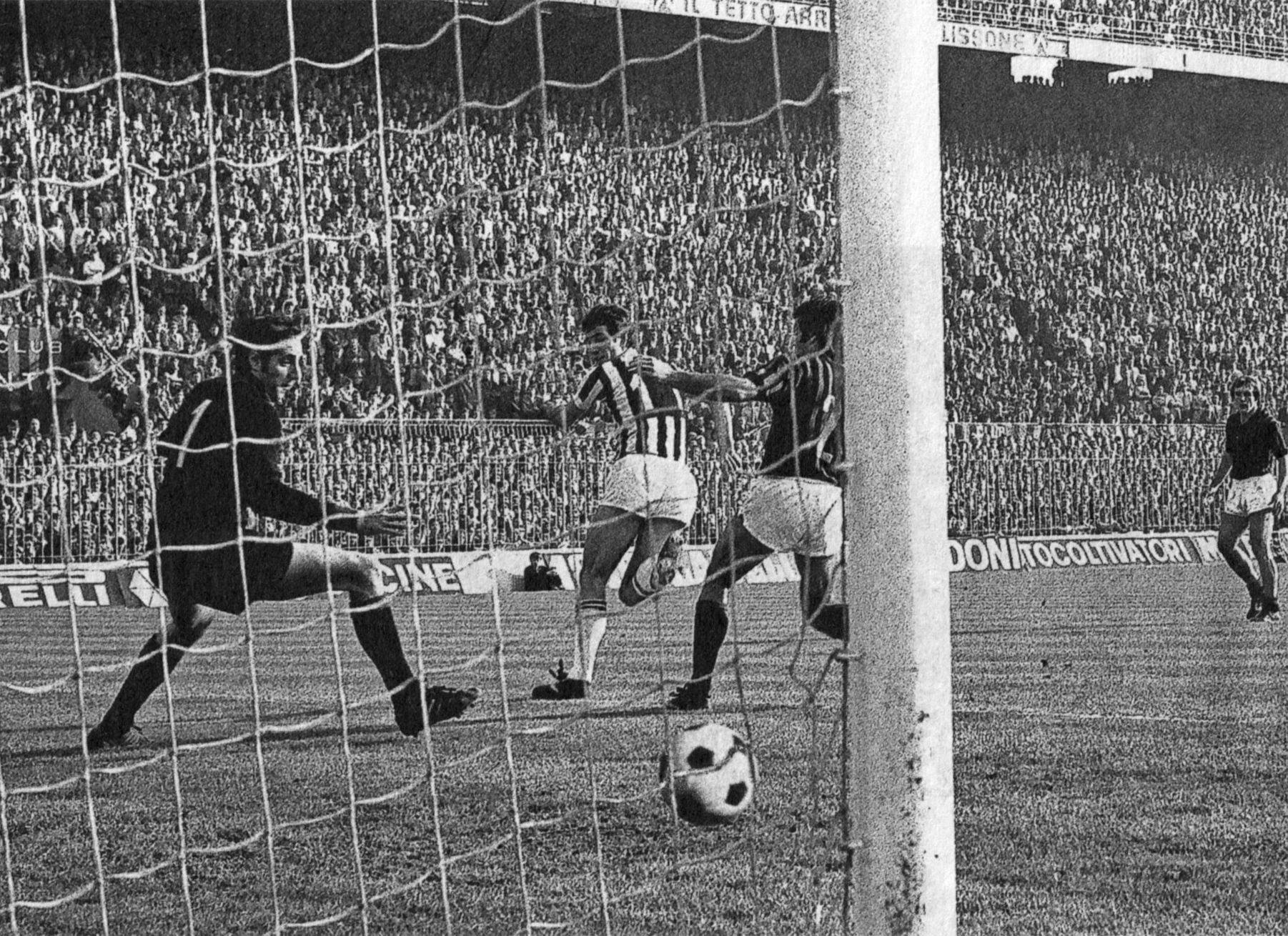
Il gol di tacco di Bettega al nella vittoriosa trasferta (1-4) di San Siro del : un gesto tecnico rimasto nella storia del calcio italiano e che palesò la voglia di rivalsa di una Giovin Signora che a fine stagione tornerà allo scudetto dopo cinque anni.

A cinque anni di distanza dall'ultimo trionfo nazionale, nel 1972 la Juventus mise in bacheca il suo quattordicesimo scudetto. Iniziò a dare i suoi frutti il progetto di rinnovamento della squadra voluto dal presidente Giampiero Boniperti nell'estate 1970, un lavoro cominciato dallo sfortunato Armando Picchi, precocemente scomparso, e portato a compimento in questa stagione dal tecnico cecoslovacco Čestmír Vycpálek, promosso dalle giovanili bianconere: si trattò del primo tassello di quello passato alla storia come un Ciclo Leggendario capace di dipanarsi per il successivo quindicennio, che vedrà la Juventus di nuovo ai vertici in Italia e, per la prima volta, capace di primeggiare anche in campo continentale.
In quest'annata i numerosi e promettenti giovani che componevano la rosa bianconera, su tutti i difensori Antonello Cuccureddu e Luciano Spinosi, l'ala Franco Causio e la punta Roberto Bettega, consentirono alla Vecchia Signora di avere la meglio in campionato di rivali quali i redivivi concittadini granata nonché le due milanesi.

Da sinistra: le seconde linee Roveta, Savoldi II e Novellini in allenamento al Campo Combi.

Una volta chiuso il girone di andata da campione d'inverno, nella tornata conclusiva la Juventus – pur privata dell'apporto sottorete di Bobby Gol Bettega, debilitato da una complicata forma di pleurite che lo costringerà a lunghi mesi di stop, e sostituito nell'undici titolare da Adriano Novellini – mantenne pressoché stabilmente la testa della classifica, resistendo ai ritorni del Milan del paròn Rocco, di un Cagliari in risalita grazie a un ritrovato Riva, e soprattutto dell'outsider Torino; proprio gli uomini di Giagnoni si issarono in vetta a quattro giornate dal termine, salvo cadere una settimana dopo nello scontro diretto di San Siro e lasciare strada ai concittadini bianconeri: una formazione già competitiva ma a tratti ancora acerba, che infatti rischiò di gettare al vento il titolo a 180' dal termine con il passo falso di Firenze, e alla fine campione di un solo punto sul tandem rossonerogranata.
Non altrettanto fruttuosi risultarono i percorsi nelle altre competizioni stagionali. In Coppa Italia la Juventus, dopo aver superato la prima fase a gironi, primeggiando in un raggruppamento con i pari categoria della Sampdoria e i cadetti di Genoa, Bari e Taranto, non riuscì poi a passare la seconda fase chiudendo all'ultimo posto un girone con Inter, Milan e Torino. Nella prima edizione della Coppa UEFA – erede de facto della soppressa Coppa delle Fiere – i piemontesi si spinsero fino ai quarti di finale, eliminando in sequenza i maltesi del Marsa, gli scozzesi dell'Aberdeen e gli austriaci del Rapid Vienna, prima di cadere contro gli inglesi del Wolverhampton, futuri finalisti.

## Divise
| Casa | Trasferta | 1ª portiere | 2ª portiere |

## Organigramma societario
Area direttiva
- Presidente: Giampiero Boniperti
- Segretario: Italo Allodi

Area tecnica
- Allenatore: Čestmír Vycpálek

Area sanitaria:
- Medico sociale: Francesco La Neve
- Massaggiatore: Desiderio Sarroglia

## Rosa
| N. |                   | Ruolo | Calciatore                  |
| -- | ----------------- | ----- | --------------------------- |
|    | Italia (bandiera) | P     | Pietro Carmignani           |
|    | Italia (bandiera) | P     | Massimo Piloni              |
|    | Italia (bandiera) | D     | Vincenzo Chiarenza          |
|    | Italia (bandiera) | D     | Silvio Longobucco           |
|    | Italia (bandiera) | D     | Francesco Morini            |
|    | Italia (bandiera) | D     | Gianluigi Roveta            |
|    | Italia (bandiera) | D     | Sandro Salvadore (capitano) |
|    | Italia (bandiera) | D     | Luciano Spinosi             |
|    | Italia (bandiera) | C     | Fabio Capello               |
|    | Italia (bandiera) | C     | Franco Causio               |

| N. |                           | Ruolo | Calciatore           |
| -- | ------------------------- | ----- | -------------------- |
|    | Italia (bandiera)         | C     | Antonello Cuccureddu |
|    | Italia (bandiera)         | C     | Giuseppe Furino      |
|    | Germania Ovest (bandiera) | C     | Helmut Haller        |
|    | Italia (bandiera)         | C     | Gianpietro Marchetti |
|    | Italia (bandiera)         | C     | Adriano Novellini    |
|    | Italia (bandiera)         | C     | Gianluigi Savoldi    |
|    | Italia (bandiera)         | C     | Fernando Viola       |
|    | Italia (bandiera)         | A     | Pietro Anastasi      |
|    | Italia (bandiera)         | A     | Roberto Bettega      |

## Risultati

### Serie A

#### Girone di andata
| Arbitro: | Trinchieri (Reggio Emilia) |

|                                          |           |                     |
| Anastasi 34’ Haller 64’ Bettega 66’, 76’ | Marcatori | 75’ Spelta 79’ Gori |

| Arbitro: | Torelli (Milano) |

|           |           |  |
| Orazi 50’ | Marcatori |  |

| Arbitro: | Michelotti (Parma) |

|            |           |  |
| Haller 27’ | Marcatori |  |

| Arbitro: | Francescon (Padova) |

|           |           |                                          |
| Bigon 58’ | Marcatori | 16’, 28’ Bettega 39’ Causio 88’ Anastasi |

| Arbitro: | Lo Bello (Siracusa) |

|                  |           |              |
| Capello 71’, 76’ | Marcatori | 27’ Amarildo |

| Arbitro: | Monti (Ancona) |

|           |           |                         |
| Rizzo 45’ | Marcatori | 18’ Bettega 26’ Capello |

| Arbitro: | Toselli (Cormons) |

|                         |           |                                 |
| Capello 23’ Bettega 69’ | Marcatori | 17’ Altafini 66’ (rig.) Improta |

| Arbitro: | Angonese (Mestre) |

|                          |           |             |
| Anastasi 32’ Capello 63’ | Marcatori | 35’ Ferrini |

| Arbitro: | Lo Bello (Siracusa) |

|  |           |            |
|  | Marcatori | 21’ Causio |

| Arbitro: | Giunti (Arezzo) |

|                             |           |                   |
| Bettega 10’, 64’ Haller 41’ | Marcatori | 4’ (aut.) Spinosi |

| Arbitro: | Bernardis (Trieste) |

|                   |           |          |
| Anastasi 65’, 70’ | Marcatori | 81’ Nuti |

| Milano 2 gennaio 1972, ore 14:30 CET 12ª giornata | Inter               | 0 – 0 referto | Juventus | Stadio San Siro\| Arbitro: \| Lo Bello (Siracusa) \| |
| Arbitro:                                          | Lo Bello (Siracusa) |               |          |                                                      |

| Arbitro: | Angonese (Mestre) |

|                         |           |             |
| Domenghini 26’ Gori 90’ | Marcatori | 83’ Bettega |

| Arbitro: | Francescon (Padova) |

|             |           |  |
| Bettega 73’ | Marcatori |  |

| Arbitro: | Giunti (Arezzo) |

|              |           |                                   |
| Maraschi 45’ | Marcatori | 1’ Causio 4’ Capello 71’ Anastasi |

#### Girone di ritorno
| Arbitro: | Toselli (Cormons) |

|           |           |  |
| Mammì 84’ | Marcatori |  |

| Arbitro: | Menegali (Roma) |

|                                             |           |  |
| Novellini 21’ Anastasi 34’ Capello 54’, 83’ | Marcatori |  |

| Bergamo 13 febbraio 1972, ore 15:00 CET 18ª giornata | Atalanta             | 0 – 0 referto | Juventus | Stadio Comunale\| Arbitro: \| Barbaresco (Cormons) \| |
| Arbitro:                                             | Barbaresco (Cormons) |               |          |                                                       |

| Arbitro: | Lo Bello (Siracusa) |

|               |           |           |
| Salvadore 78’ | Marcatori | 32’ Bigon |

| Arbitro: | Michelotti (Parma) |

|              |           |            |
| Petrelli 15’ | Marcatori | 66’ Furino |

| Arbitro: | Francescon (Padova) |

|                            |           |            |
| Anastasi 71’ Marchetti 72’ | Marcatori | 25’ Perani |

| Arbitro: | Bernardis (Trieste) |

|              |           |             |
| Pogliana 69’ | Marcatori | 10’ Capello |

| Arbitro: | Angonese (Mestre) |

|                      |           |              |
| Sala 30’ Agroppi 64’ | Marcatori | 20’ Anastasi |

| Arbitro: | Michelotti (Parma) |

|            |           |  |
| Haller 41’ | Marcatori |  |

| Genova 9 aprile 1972, ore 15:30 CET 25ª giornata | Sampdoria         | 0 – 0 referto | Juventus | Stadio Luigi Ferraris\| Arbitro: \| Toselli (Cormons) \| |
| Arbitro:                                         | Toselli (Cormons) |               |          |                                                          |

| Arbitro: | Monti (Ancona) |

|                 |           |              |
| Dell'Angelo 32’ | Marcatori | 50’ Anastasi |

| Arbitro: | Pieroni (Roma) |

|                     |           |  |
| Causio 7’, 27’, 85’ | Marcatori |  |

| Arbitro: | Toselli (Cormons) |

|                         |           |          |
| Furino 28’ Anastasi 73’ | Marcatori | 61’ Gori |

| Arbitro: | Pieroni (Roma) |

|           |           |                     |
| Merlo 33’ | Marcatori | 52’ (aut.) Ferrante |

| Arbitro: | Monti (Ancona) |

|                        |           |  |
| Haller 26’ Spinosi 30’ | Marcatori |  |

### Coppa Italia

#### Primo turno
| Arbitro: | Panzino (Catanzaro) |

|             |           |                   |
| Colautti 2’ | Marcatori | 43’ (rig.) Causio |

| Arbitro: | Barbaresco (Cormons) |

|                                        |           |            |
| Capello 20’ Marchetti 43’ Anastasi 82’ | Marcatori | 70’ Suárez |

| Arbitro: | Lo Bello (Siracusa) |

|                               |           |                         |
| Turone 40’ (rig.) Corradi 59’ | Marcatori | 14’ Spinosi 79’ Capello |

| Arbitro: | Cantelli (Firenze) |

|                                               |           |             |
| Furino 2’ Anastasi 28’ Causio 68’ Bettega 81’ | Marcatori | 23’ Beretti |

#### Secondo turno
| Arbitro: | Giunti (Arezzo) |

|                                 |           |             |
| Boninsegna 16’, 89’ Mazzola 73’ | Marcatori | 2’ Anastasi |

| Arbitro: | Torelli (Milano) |

|                         |           |             |
| Furino 19’ Anastasi 88’ | Marcatori | 66’ Ferrini |

| Arbitro: | Toselli (Cormons) |

|  |           |           |
|  | Marcatori | 27’ Prati |

| Arbitro: | Barbaresco (Cormons) |

|                    |           |          |
| Novellini 47’, 81’ | Marcatori | 88’ Jair |

| Arbitro: | Francescon (Padova) |

|                    |           |             |
| Bui 82’ Toschi 88’ | Marcatori | 84’ Capello |

| Arbitro: | Giunti (Arezzo) |

|                                          |           |                          |
| Rivera 13’ (rig.), 73’ Piloni 18’ (aut.) | Marcatori | 34’ Novellini 44’ Haller |

### Coppa UEFA
| Arbitro: | Patterson |

|  |           |                                                                     |
|  | Marcatori | 32’, 60’ Haller 54’ Causio 63’ Novellini 69’ Capello 88’ Cuccureddu |

| Arbitro: | Colling |

|                                               |           |  |
| Novellini 18’, 32’, 90’ Haller 45’ Furino 63’ | Marcatori |  |

| Arbitro: | Nikolov |

|                                  |           |  |
| Anastasi 5’ G. Murray 55’ (aut.) | Marcatori |  |

| Arbitro: | Boosten |

|            |           |              |
| Harper 78’ | Marcatori | 50’ Anastasi |

| Arbitro: | Biwersi |

|  |           |             |
|  | Marcatori | 30’ Bettega |

| Arbitro: | Männig |

|                                        |           |            |
| Bettega 8’, 46’, 71’ Causio 81’ (rig.) | Marcatori | 16’ Lorenz |

| Arbitro: | Loraux |

|              |           |               |
| Anastasi 37’ | Marcatori | 65’ McCalliog |

| Arbitro: | Kitabdjian |

|                      |           |                   |
| Hegan 40’ Dougan 52’ | Marcatori | 84’ (rig.) Haller |

## Statistiche

### Statistiche di squadra
| Competizione | Punti | In casa | In casa | In casa | In casa | In casa | In casa | In trasferta | In trasferta | In trasferta | In trasferta | In trasferta | In trasferta | Totale | Totale | Totale | Totale | Totale | Totale | DR  |
| Competizione | Punti | G       | V       | N       | P       | Gf      | Gs      | G            | V            | N            | P            | Gf           | Gs           | G      | V      | N      | P      | Gf     | Gs     | DR  |
| ------------ | ----- | ------- | ------- | ------- | ------- | ------- | ------- | ------------ | ------------ | ------------ | ------------ | ------------ | ------------ | ------ | ------ | ------ | ------ | ------ | ------ | --- |
| Serie A      | 43    | 15      | 13      | 2       | 0       | 32      | 11      | 15           | 4            | 7            | 4            | 16           | 13           | 30     | 17     | 9      | 4      | 48     | 24     | +24 |
| Coppa Italia | -     | 5       | 4       | 0       | 1       | 11      | 5       | 5            | 0            | 2            | 3            | 7            | 11           | 10     | 4      | 2      | 4      | 18     | 16     | +2  |
| Coppa UEFA   | -     | 4       | 3       | 1       | 0       | 12      | 2       | 4            | 2            | 1            | 1            | 9            | 3            | 8      | 5      | 2      | 1      | 21     | 5      | +16 |
| Totale       | -     | 24      | 20      | 3       | 1       | 55      | 18      | 24           | 6            | 10           | 8            | 32           | 27           | 48     | 26     | 13     | 9      | 87     | 45     | +42 |

### Statistiche dei giocatori
| Giocatore     | Serie A  | Serie A | Coppa Italia | Coppa Italia | Coppa UEFA | Coppa UEFA | Totale   | Totale |
| Giocatore     | Presenze | Reti    | Presenze     | Reti         | Presenze   | Reti       | Presenze | Reti   |
| ------------- | -------- | ------- | ------------ | ------------ | ---------- | ---------- | -------- | ------ |
| P. Anastasi   | 30       | 11      | 8            | 4            | 6          | 3          | 44       | 18     |
| R. Bettega    | 14       | 10      | 4            | 1            | 5          | 4          | 23       | 15     |
| F. Capello    | 29       | 9       | 9            | 3            | 7          | 1          | 45       | 13     |
| P. Carmignani | 25       | -21     | 5            | -6           | 7          | -3         | 37       | -30    |
| F. Causio     | 30       | 6       | 9            | 2            | 6          | 2          | 45       | 10     |
| V. Chiarenza  | -        | -       | 1            | 0            | -          | -          | 1        | 0      |
| A. Cuccureddu | 10       | 0       | 9            | 0            | 4          | 1          | 23       | 1      |
| G. Furino     | 27       | 2       | 7            | 2            | 7          | 1          | 41       | 5      |
| H. Haller     | 23       | 5       | 9            | 1            | 7          | 4          | 39       | 10     |
| S. Longobucco | 2        | 0       | 2            | 0            | 2          | 0          | 6        | 0      |
| G. Marchetti  | 29       | 1       | 10           | 1            | 8          | 0          | 47       | 2      |
| F. Morini     | 30       | 0       | 9            | 0            | 6          | 0          | 45       | 0      |
| A. Novellini  | 11       | 1       | 8            | 3            | 4          | 4          | 23       | 8      |
| M. Piloni     | 5        | -3      | 6            | -10          | 2          | -2         | 13       | -15    |
| G. Roveta     | 1        | 0       | 7            | 0            | 5          | 0          | 13       | 0      |
| S. Salvadore  | 30       | 1       | 8            | 0            | 7          | 0          | 45       | 1      |
| G. Savoldi    | 13       | 0       | 5            | 0            | 4          | 0          | 22       | 0      |
| L. Spinosi    | 30       | 1       | 9            | 1            | 8          | 0          | 47       | 2      |
| F. Viola      | 4        | 0       | 2            | 0            | 3          | 0          | 9        | 0      |

## Giovanili

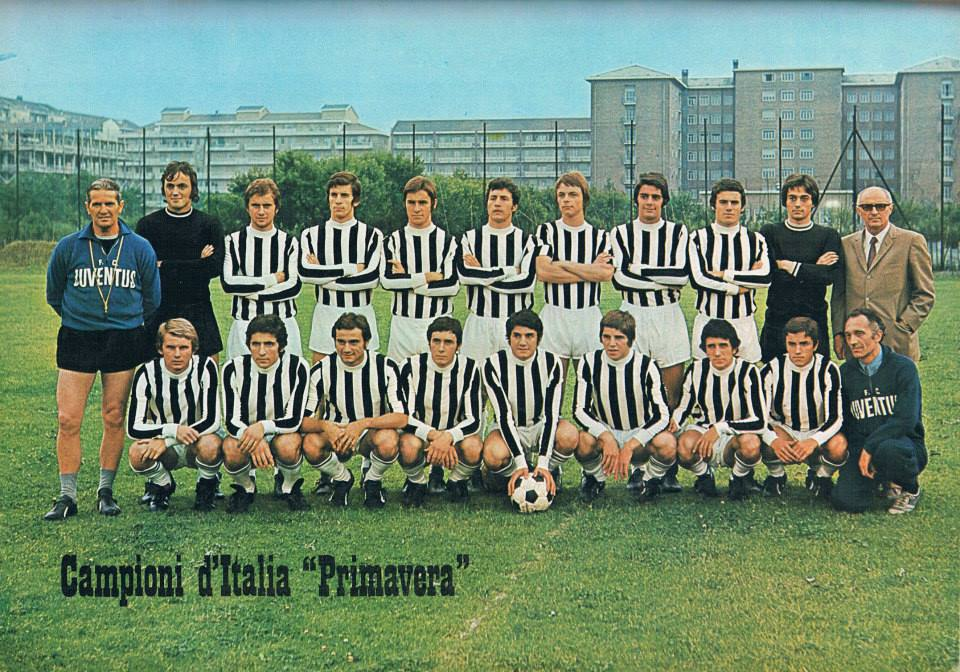
La rosa Primavera juventina, per la seconda volta campione d'Italia.

### Organigramma
Area tecnica
Settore giovanile
- Primavera
  - Allenatore: Romolo Bizzotto[13]

### Piazzamenti
- Primavera:
  - Campionato: vincitore[14]